# Kesznyéteni Sajó-öböl
Kesznyéteni Sajó-öböl este o arie protejată (arie specială de conservare — SAC, sit de importanță comunitară — SCI) din Ungaria întinsă pe o suprafață de 4.729,32 ha, integral pe uscat.

## Localizare
Centrul sitului Kesznyéteni Sajó-öböl este situat la coordonatele 47°59′28″N 21°05′37″E / 47.991111°N 21.093611°E.

## Înființare
Situl Kesznyéteni Sajó-öböl a fost declarat sit de importanță comunitară în mai 2004 pentru a proteja 2 specii de plante și 24 de specii de animale. Situl a fost protejat și ca arie specială de conservare în februarie 2010.

## Biodiversitate
Situată în ecoregiunea panonică, aria protejată conține 9 habitate naturale: Stepe și mlaștini sărate panonice, Pajiști aluvionare inundabile, de Cnidion dubii, Păduri aluvionare cu Alnus glutinosa și Fraxinus excelsior (Alno-Padion, Alnion incanae, Salicion albae), Râuri cu maluri nămoloase cu vegetație de Chenopodion rubri p.p. și Bidention p.p., Lacuri eutrofice naturale cu vegetație de tip Magnopotamion sau Hydrocharition, Pajiști stepice panonice pe loess, Lacuri și iazuri distrofice naturale, Ape stătătoare oligotrofe până la mezotrofe, cu vegetație de Littorelletea uniflorae și/sau de Isoëto-Nanojuncetea, Păduri mixte riverane de Quercus robur, Ulmus laevis și Ulmus minor, Fraxinus excelsior sau Fraxinus angustifolia, de-a lungul marilor râuri (Ulmenion minoris).
La baza desemnării sitului se află mai multe specii protejate:
- plante (2): Cirsium brachycephalum, Thlaspi jankae
- amfibieni (2): buhai de baltă cu burta roșie (Bombina bombina), triton cu creastă dobrogean (Triturus dobrogicus)
- mamifere (4): castor (Castor fiber), vidră de râu (Lutra lutra), liliac comun (Myotis myotis), liliacul mare cu potcoavă (Rhinolophus ferrumequinum)
- nevertebrate (6): Anisus vorticulus, croitorul mare al stejarului (Cerambyx cerdo), Gortyna borelii lunata, libelule (Leucorrhinia pectoralis), fluturele purpuriu (Lycaena dispar), Unio crassus
- pești (12): avat (Aspius aspius), zvârluga (Cobitis taenia), romanogobio albipinnatus (Gobio albipinnatus), porcușor de nisip (Gobio kessleri), Gymnocephalus baloni, răspăr (Gymnocephalus schraetzer), țipar (Misgurnus fossilis), boarță (Rhodeus sericeus amarus), dunăriță (Sabanejewia aurata), țigănuș (Umbra krameri), fusar (Zingel streber), pietrar (Zingel zingel)

Pe lângă speciile protejate, pe teritoriul sitului au mai fost identificate 13 specii de plante, 1 specie de amfibieni, 1 specie de mamifere, 4 specii de nevertebrate.